# التحضيرات البريطانية المقاومة للغزو بين عامي 1803 - 1805

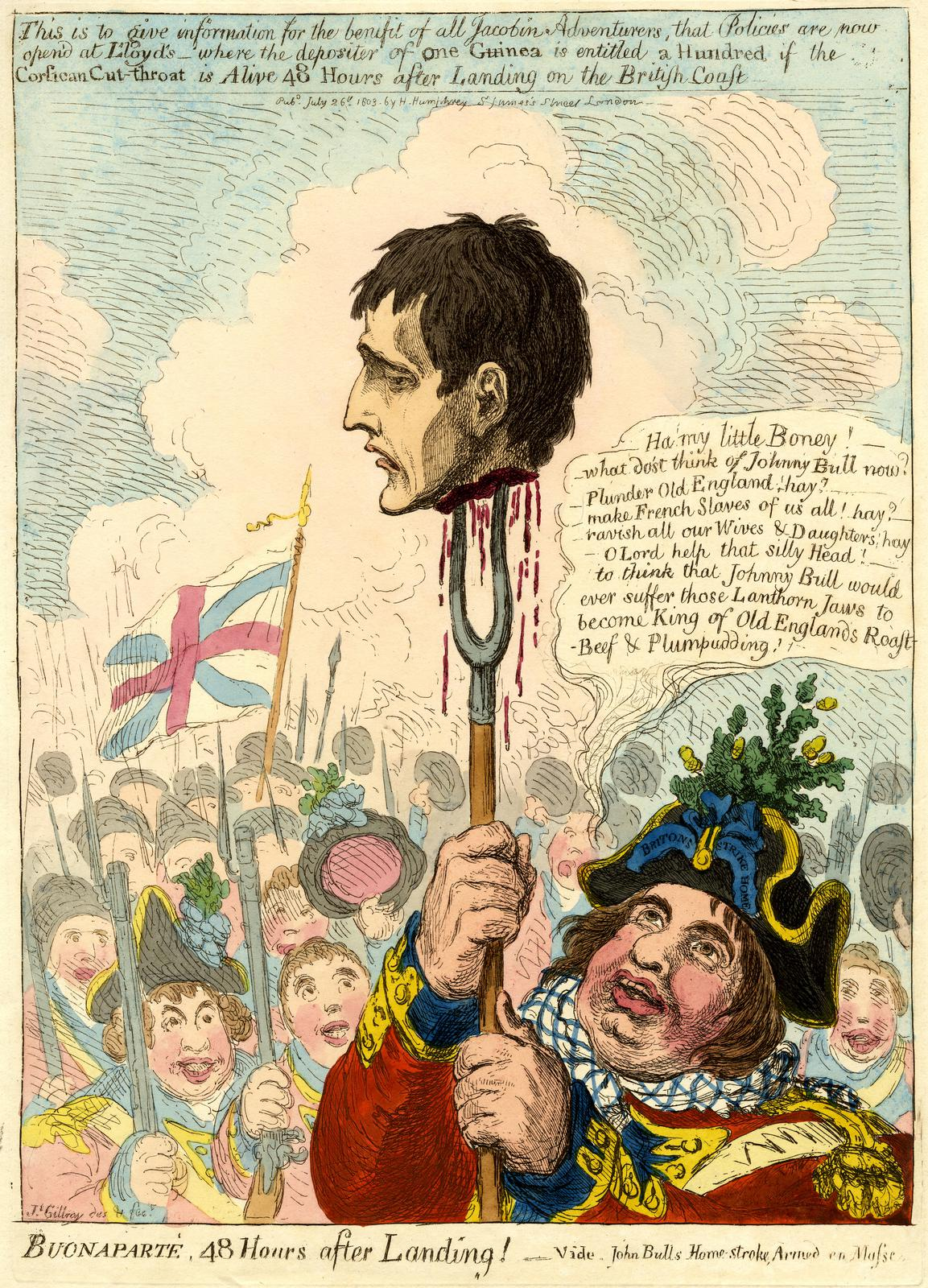

كانت التحضيرات البريطانية المقاوِمة للغزو بين عامي 1803 – 1805، عبارة عن إجراءات عسكرية ومدنية في المملكة المتحدة، والتي اتخذت بناءً على غزو نابليون المُخطط للمملكة المتحدة. تضمنت هذه الإجراءات تجنيد الشعب على نطاق لم يسبق تجربته في بريطانيا، بقوة عسكرية موحدة تزيد عن 615,000 رجل في ديسمبر عام 1803. حُصّن معظم الساحل الجنوبي الإنكليزي، ببناء العديد من مرابض المدفعية والحصون لصد الإنزال الفرنسي المرتقب. على أي حال، لم يحاول نابليون أبدًا شن غزوه المخطط وبذلك لم تُختبر التحضيرات أبدًا.

## خلفية تاريخية
في أعقاب الثورة الفرنسية التي بدأت عام 1789، كانت بريطانيا وفرنسا في حربٍ دائمة تقريبًا من عام 1793 إلى 1802، وبعدها من عام 1803 إلى 1815، ولم تتوقف إلا بموجب معاهدة أميان المؤقتة لعام 1802-1803 ونَفي نابليون الأول إلى جزيرة إلبا عام 1814- 1815. في أواخر عام 1797، قال نابليون للإدارة الفرنسية أنه:
يجب أن تُدمِر [فرنسا] المَلَكية الإنجليزية، أو أن تتوقع نفسها مُدمرة من قِبل سكان الجزر الفضوليين والمغامرين هؤلاء...دعونا نركز كل جهودنا على البحرية ونُبيد إنجلترا. بإتمام هذا الأمر، ستكون أوروبا عند أقدامنا.
لكن نابليون قرر عدم شن الغزو للوقت الحالي وبدلًا من ذلك هاجم المصالح البريطانية في مصر دون نجاح. في شهر مارس من عام 1802 وقّع البلدان معاهدة أميان، التي وضعت حدًا لما يقارب تسع سنواتٍ من الحرب. على أي حال، رأى نابليون ورئيس الوزراء البريطاني هنري أدينغتون أن السلام مؤقت، وهكذا كان، مع إعلان بريطانيا الحرب على فرنسا في 18 مايو عام 1803. حل ويليام بيت محل أدينغتون كرئيسٍ للوزراء في 10 مايو عام 1804.
في عام 1803 حول نابليون اهتمامه مجددًا لاحتلال إنجلترا، قائلًا: «كل أفكاري موجهة نحو إنجلترا. أريد فقط رياح مواتية لزرع النسر الإمبراطوري على برج لندن». بدأ نابليون يخطط لغزوٍ على نطاق أكبر من غزوه المخطط في عامي 1798 و1801، وبنى أسطولًا جديدًا لهذا المسعى. جمّع الجيش الكبير الذي يزيد عن 100,000 جندي في مدينة بولوني. 

## القوات المسلحة البريطانية

### الجيش النظامي
أبقت حكومة أدينغتون على الجيش النظامي بتعداد 132,000 رجل خلال فترة معاهدة أميان المؤقتة، بوجود 18,000 جندي في آيرلندا و50,000 جندي في بريطانيا العظمى (يخدم الآخرون في الخارج).

### جيش الاحتياط
في عام 1803، شكّل 50 فوج من أفواج الجيش الثلاثة والتسعون، فرقة ثانية. أصبحت هذه الفرق معروفة باسم جيش الاحتياط. لكي تصل هذه الوحدات إلى قوامها الكامل، استُدعي 50,000 مجند خلال سنة من تشكيل الفرقة. على أي حال، كان كل مجند مسؤول عن الخدمة في بريطانيا العظمى فقط. يمكن لجنود الاحتياط هؤلاء التطوع كجنود نظاميين، وبالتالي يحصلون على المال. بعد 9 أشهر من عمليات التجنيد، اختير أقل من 3,000 جندي من أصل 42,000 رجل. في غضون شهر واحد من التجنيد، جُنّد 22,500 رجل. بنهاية عام 1803، بلغ التعداد 35000 مجند، أي أقل من المطلوب بنحو 15,000؛ لذا أوقفت الحكومة عمليات التجنيد إليه.

### الميليشيا
كانت الميليشيا عبارة عن سلاح مشاة مناطقي يُستخدم للدفاع المحلي فقط ولم يكن جيشًا نظاميًا. كان من المقرر أن يُجمع بالانتخاب. عقدت الحكومة في ديسمبر عام 1802، خوفًا من الحرب، عملية انتخاب لتشكيل الميليشيا. أُدير الانتحاب من قِبل وكلاء الكنائس والمشرفين على الفقراء في كل أبرشية. وُضعت لائحة بأسماء الرجال الذين تراوحت أعمارهم بين ثمانية عشرة وخمسة وأربعين، مع العديد من الاستثناءات (كالبحّارة وملّاحي نهر التايمز)، أمام باب الكنيسة. على أي حال، إذا وجد الرجل اسمه على اللائحة يمكنه الانسحاب من الخدمة من خلال دفع غرامة مالية أو من خلال إيجاد رجل آخر ليحل محله. بعد عملية الانتخاب بأربعة أشهر، وأسبوع ضمن الحرب، امتلأت الميليشيا إلى 80% من التعداد المطلوب البالغ 51,000.